# Stefan Rudolph (Wasserspringer)
Stefan Rudolph (* 21. Dezember 1990 in Leipzig) ist ein deutscher Wasserspringer.
Stefan Rudolph startet für den SC DHfK Leipzig. Im Turmspringen belegte er bei den Hallenmeisterschaften 2008 im Turmspringen den vierten Rang. Bei den Sommermeisterschaften gewann er hinter Sascha Klein den Vizemeistertitel. Damit qualifizierte er sich für die Olympischen Spiele 2008 von Peking, bei denen er aber nicht zum Einsatz kam. Bei den Schwimmweltmeisterschaften 2009 in Rom wurde er vom 10-Meter-Brett 32. und schied damit im Vorkampf aus.